# Chromonephthea slieringsi
Chromonephthea slieringsi är en korallart som beskrevs av van Ofwegen 2005. Chromonephthea slieringsi ingår i släktet Chromonephthea och familjen Nephtheidae. Inga underarter finns listade i Catalogue of Life.